# Ejnav
Ejnav (hebrejsky עֵנָב nebo עינב, doslova „Vinná réva“, též podle jména sousedního palestinského města Anabta, které uchovalo název stejnojmenné biblické lokality, v oficiálním přepisu do angličtiny Enav, přepisováno též Einav) je izraelská osada a vesnice typu společná osada (jišuv kehilati) na Západním břehu Jordánu v distriktu Judea a Samaří a v Oblastní radě Šomron.

## Geografie
Nachází se v nadmořské výšce 300 metrů na severozápadním okraji hornatiny Samařska, cca 9 kilometrů jihovýchodně od města Tulkarm, cca 57 kilometrů severozápadně od historického jádra Jeruzalému a cca 40 kilometrů severovýchodně od centra Tel Avivu. Východně od obce terén spadá do údolí vádí Nachal Šechem.
Vesnice je na dopravní síť Západního břehu Jordánu napojena pomocí lokální silnice číslo 557, která vede k západu a jižně od města Tulkarm vchází do vlastního Izraele v mezinárodně uznávaných hranicích. Jihovýchodním směrem spojuje tato silnice osadu Ejnav se sousední izraelskou vesnicí Šavej Šomron a pak se napojuje na dálnici číslo 60, která směřuje severojižním směrem napříč celým centrálním Samařskem.
Ejnav je izolovanou izraelskou osadou, která sice leží jen cca 10 kilometrů od Zelené linie, ale je obklopena četnými lidnatými palestinskými sídly. Nejbližší izraelskou osadou je Šavej Šomron cca 5 kilometrů na jihovýchodě a Avnej Chefec cca 5 kilometrů západním směrem.

## Dějiny
Vesnice byla založena roku 1981. 13. ledna 1981 rozhodla izraelská vláda, že na Západním břehu Jordánu zřídí tři nové izraelské osady. Jednou z nich byla i osada pracovně nazývaná Šavej Šomron Bet (Shavei Shomron Bet). Proti úmyslu se odvolal vicepremiér Jigael Jadin, ale vláda 18. ledna 1981 svůj názor znovu potvrdila. Finální rozhodnutí izraelská vláda provedla 10. února 1981. Zpočátku mělo jít o osadu typu nachal, tedy kombinace vojenského a civilního osídlení. Detailní územní plán nové obce počítal výhledově se zbudováním 410 bytových jednotek (z nichž většina již dosud byla realizována). K faktickému založení osady došlo v listopadu 1981. První skupina osadníků sestávala z jedenácti rodin.
V obci funguje obchod se smíšeným zbožím, zdravotnické středisko, veřejná knihovna, předškolní péče o děti a základní škola. Počátkem 21. století nebyla obec zahrnuta do Izraelské bezpečnostní bariéry. Ta byla zbudována mnohem blíže k Zelené linii. Budoucí existence osady závisí na parametrech případné mírové smlouvy mezi Izraelem a Palestinci.
Během druhé intifády se okolí obce stalo terčem palestinských teroristů. 18. června 2001 byl u vjezdu do osady zastřelen ve svém automobilu jeden místní muž. K útoku se přihlásilo hnutí Fatah.

## Demografie
Obyvatelstvo Ejnav je v databázi osadnické organizace Ješa popisováno jako nábožensky založené. Podle údajů z roku 2014 tvořili naprostou většinu obyvatel Židé (včetně statistické kategorie "ostatní", která zahrnuje nearabské obyvatele židovského původu ale bez formální příslušnosti k židovskému náboženství).
Jde o menší obec vesnického typu s dlouhodobě rostoucí populací. Po začátku druhé intifády počet obyvatel v Ejnav dočasně výrazně poklesl, ale od roku 2005 opět rostl. K 31. prosinci 2014 zde žilo 691 lidí. Během roku 2014 registrovaná populace stoupla o 1,0 %. Počet obyvatel se podle plánů vedení obce má výhledově zvýšit ze současných 110 rodin na 350 rodin.
| Rok            | 1983 | 1990 | 1991 | 1992 | 1993 | 1994 | 1995 | 1996 | 1997 | 1998 | 1999 | 2000 |
| -------------- | ---- | ---- | ---- | ---- | ---- | ---- | ---- | ---- | ---- | ---- | ---- | ---- |
| Počet obyvatel | 89   | 277  | 321  | 338  | 339  | 345  | 333  | 396  | 424  | 449  | 504  | 500  |

| Rok            | 2001 | 2002 | 2003 | 2004 | 2005 | 2006 | 2007 | 2008 | 2009 | 2010 | 2011 | 2012 | 2013 | 2014 |
| -------------- | ---- | ---- | ---- | ---- | ---- | ---- | ---- | ---- | ---- | ---- | ---- | ---- | ---- | ---- |
| Počet obyvatel | 498  | 492  | 473  | 468  | 538  | 571  | 569  | 568  | 566  | 604  | 620  | 662  | 684  | 691  |